# صناعة الألبان الوسخة
يشير مصطلح «صناعة الألبان الوسخة» في نيوزيلندا إلى الضرر الذي يلحق بالصحة البيئية لبيئة المياه العذبة في نيوزيلندا من خلال تكثيف مزارع الألبان، وكذلك إلى الحملة البارزة التي بدأها مجلس الأسماك والألعاب في عام 2002 لتسليط الضوء على هذا الأمر ومكافحته.
أدت الحملة إلى إنشاء اتفاقية الألبان والأنهار النظيفة في عام 2003، وهي اتفاقية طوعية بين فونتيرا ووزارة البيئة ووزارة الزراعة والغابات والمجالس الإقليمية. في عام 2014، نجح اتفاق الألبان والجداول النظيفة من خلال اتفاقية الألبان المستدامة: اتفاقية المياه.

## التأثيرات
أدت ممارسات صناعة الألبان المكثفة إلى تلوث المياه من مخلفات الماشية السائلة في العديد من الجداول والأنهار في نيوزيلندا. يتمتع نهر وايكاتو بتاريخ طويل من تلوث المياه ويفشل الآن في اللوائح الصحية للاتصال البشري. يمر عبر منطقة وايكاتو عالية الإنتاجية، حيث تعتبر صناعة الألبان استخدامًا شائعًا للأرض. في الآونة الأخيرة، تم تسليط الضوء على نهر ماناواتو في وسائل الإعلام بسبب مستويات التلوث العالية. عانت بحيرة إليسمير من التخثث منذ سبعينات القرن العشرين بسبب الأنشطة الزراعية في المنطقة، وحصلت بحيرة تاوبو على تمويل حكومي للحد من التلوث، وبحيرات روتوروا ملوثة بشدة. وجدت دراسة باستخدام بيانات جودة المياه من عام 1996 إلى عام 2002 أن الغالبية العظمى من أنهار وجداول الأراضي المنخفضة التي تمر عبر الأراضي الرعوية كانت ملوثة.

## القانون
كان هناك عدد من المحاكمات بتهمة منتجات الألبان الوسخة. على مدى أربع سنوات من يوليو / تموز 2008 حتى يونيو / حزيران 2012، تم رفع ما لا يقل عن 151 دعوى قضائية تشمل 300 تهمة للتصريف غير القانوني لمخلفات الألبان السائلة. وبلغ إجمالي غرامات محكمة البيئة المحصلة عن الفترة 3.2 مليون دولار نيوزيلندي.
تشمل بعض الحالات البارزة ما يلي:
- في يونيو 2008، حوكم العديد من مزارعي وشركات جنوب أوتاجو بموجب قانون إدارة الموارد لتصريف النفايات السائلة غير المصرح بها. أدين المتهمون من قبل محكمة البيئة.[7]
- في أغسطس 2008، تم اتهام المجلس الإقليمي للساحل الغربي، المسؤول عن تنظيم جودة المياه، بالرضا عن النفس من قبل مجلس الصحة لمنطقة الساحل الغربي لفشله في الحصول على أي مصدر رسمي للمياه يفي بمعايير مياه الشرب.[8]
- تمت محاكمة عائلة كرافار، بالإضافة إلى اتهامهم بالقسوة على الحيوانات، سبع مرات على مدى ثلاث سنوات قبل وضع مزارعهم في الحراسة القضائية في أكتوبر 2009. تم دفع غرامة قدرها 45000 دولار إلى Crafars والشركة الخاصة بهم في عام 2010 للسماح بدخول النفايات السائلة إلى مجرى مائي بالقرب من مدينة بولس.[9]
- في عام 2010، تم فرض غرامة مالية قدرها 120 ألف دولار على شركتي واتاروا بوتاي وفان در بول المحدودة، ربما تكون الأكبر من نوعها حتى ذلك الوقت، بسبب الانتهاكات المتكررة لتصريف النفايات السائلة. وقد تم إصدار إشعارات بتخفيض جريان مياه الصرف الصحي لثلاث مزارع في عام 2008 إلى الشركة. دخلت النفايات السائلة روافد نهر واتاروا.[10]
- في أبريل 2019، أُدينت شركة زراعية في كامبريدج وأحد مديريها بثماني تهم بموجب قانون إدارة الموارد (RMA)، وغرامة إجمالية قدرها 131,840 دولارًا. كان أحد مديريها، داوسون كريج بولوك، موضوع مقاضاة لخروقات مماثلة في عامي 1993 و2001.[11]
- أدين مزارع وايكاتو، آرون جون ميلر، وشركته، وغُرّم 30 ألف دولار في أغسطس 2019 لتصريف مخلفات الألبان السائلة في البيئة.[12]

## التشريع والتنظيم
- قانون إدارة الموارد لعام 1991

## قراءة معمقة
- Deans، Neil؛ Kevin Hackwell (أكتوبر 2008). "Dairying and Declining Water Quality" (PDF). Forest and Bird، Fish and Game. مؤرشف من الأصل (PDF) في 2016-03-07. اطلع عليه بتاريخ 2010-04-24.
- PCE (أكتوبر 2004). Growing for good: Intensive farming, sustainability and New Zealand's environment. Wellington: Parliamentary Commissioner for the Environment. ISBN:1-877274-51-8. مؤرشف من الأصل في 2008-06-22. اطلع عليه بتاريخ 2008-09-18.

## روابط خارجية
- الأسماك واللعبة - الموقف من تربية الألبان

أخبار
- Swann، Allan (13 مارس 2009). "Fonterra's five biggest challenges: Part V – "Dirty Dairying"". National Business Review. مؤرشف من الأصل في 2010-06-01. اطلع عليه بتاريخ 2010-04-24.